# Incidente del C-130 Hercules dell'Aeronautica militare algerina del 2014
L'11 febbraio 2014, un aereo da trasporto militare C-130 Hercules dell'Aeronautica militare algerina, che trasportava 74 passeggeri e 4 membri dell'equipaggio, precipitò sul monte Djebel Fertas, vicino ad Aïn Kercha, in Algeria. Sulle 78 persone a bordo, solo una sopravvisse.
I rapporti preliminari suggerivano come le condizioni meteorologiche avverse avessero potuto causare l'incidente.

## L'aereo
Il velivolo era un C-130 Hercules fabbricato negli Stati Uniti con il numero di registrazione 7T-WHM. La Lockheed Martin ha confermato di aver venduto aerei C-130 in Algeria dal 1981 al 1990. Nel 2011, L'Algeria possedeva 16 C-130, secondo FlightGlobal.

## L'incidente
Secondo quanto riferito, il contatto con l'aereo venne perso tra Costantina e Oum El Bouaghi poco prima di mezzogiorno, e i controllori del traffico aereo inviarono degli elicotteri per cercarlo. L'unico sopravvissuto, un soldato, venne portato in un ospedale militare a Costantina a causa di lesioni e un trauma cranico. Tra i passeggeri c'erano soldati e membri delle loro famiglie.

## Le indagini
Le squadre di recupero individuarono uno dei due registratori di volo, secondo il giornale El Watan. I servizi di emergenza recuperarono i corpi dal sito.
Il ministero della difesa affermò di aver istituito una commissione investigativa e che il capo dell'esercito e il vice ministro della Difesa Ahmed Gaid Salah avrebbero visitato il luogo dell'incidente. Affermò anche che l'incidente era stato probabilmente causato dal maltempo, tra cui figurava una tempesta e neve a cascata, che gli esperti di aviazione algerini credono avesse portato a una scarsa visibilità.
Secondo AccuWeather, un'area a bassa pressione che si muoveva attraverso la regione produceva piogge diffuse, mescolate con neve nei terreni più in alto dell'area, al momento dello schianto. Il meteorologo Eric Leister aggiunse che insieme a pioggia e neve, raffiche di vento che raggiungevano i 48 km/h erano stati segnalate in diverse località della regione.

## Conseguenze
Il presidente algerino Abdelaziz Bouteflika annunciò tre giorni di lutto nazionale partire dal 12 febbraio, elogiando i soldati morti come "martiri".